# Henri Lansbury
Henri Lansbury (London, 1990. október 12. –) angol labdarúgó, jelenleg a Bristol City játékosa.

## Pályafutása
Middlesexben született és Enfieldben nőtt fel. 1999-ben már az Arsenal akadémiáján nevelkedett. Rendszeresen szerepelt a klub U18-as és tartalék keretében. Az Arsenal első csapatába első ízben a 2007. január 9-ei Liverpool elleni mérkőzésen került be, de nem lépett pályára. Második esetben 2007. szeptember 25-én volt a tartalékok padján, ezúttal a Newcastle United ellen, de ekkor sem játszott. Végül is 2007. október 31-én mutatkozott be az első csapatban, az Angol Ligakupában a Sheffield United ellen, amikor a 83. percben cserejátékosként állították be Theo Walcott helyett.
A korábbi Arsenal-játékos Alan Smith, azt mondta róla, hogy óriási potenciállal rendelkezik. 2008. július 1-jén írta alá első profi szerződését az Arsenallal. A 2007–08-as idény második felét Pfeiffer-féle mirigyláz miatt ki kellett hagynia, de időben tért vissza ahhoz, hogy részt vehessen a 2008-as idény előtti edzéseken és barátságos mérkőzéseken. Ezeken a mérkőzéseken végig a pálya jobb szélén játszott (négyszer jobbszélsőként, egyszer jobbhátvédként). Az Arsenal menedzsere, Arsène Wenger azt nyilatkozta, hogy Lansbury játszani fog a Ligakupában a 2008–09-es idényben, és valóban, a harmadik fordulóban beállt csereként az Arsenal 6-0-ra végződött mérkőzéséen a Sheffield United ellen, majd a Wigan ellen 3-0 -ra végződött meccsen.

### Kölcsönben
2009. január 31-én Lansburyt egy hónapra kölcsönadták a Scunthorpe Unitednek. A bemutatkozása a Swindon Town elleni mérkőzésen történt, Lansbury az Arsenal csapatában szerepelt a 2008–09-es FA Youth Cup döntőjében, ahol győzelmet arattak a Liverpool ellen, hozzásegítve Gilles Sunut az első, illetve Jay Emmanuel-Thomast a negyedik gólhoz.
2009. augusztus 21-én Lansbury kölcsönjátékosként a Watfordhoz került. Első góljait ebben a csapatban a Sheffield Wednesday ellen lőtte 2009. október 23-án.
2009. december 31-én Lansbury új hosszúlejáratú szerződést írt alá az Arsenallal.
Lansbury több ízben is szerepelt különböző angol ifjúsági válogatottakban. Tagja volt annak a csapatnak, amely elvesztette a 2009-es U19-es labdarúgó-Európa-bajnokság döntőjét Ukrajna ellen; a torna során három gólt lőtt. Az U21-es csapatba a Portugália elleni selejtező mérkőzésen került be, 2009 novemberében.

### Nottingham Forest
2012. augusztus 28-án 4 éves szerződést írt alá a Nottingham Forest csapatával.

### Aston Villa
2017. január 20-án 4,5 évre kötelezte el magát a birminghami csapathoz.

### Bristol City
2021. január 29-én a Bristol City szerződtette.

## Fordítás
- Ez a szócikk részben vagy egészben a Henry Lansbury című angol Wikipédia-szócikk ezen változatának fordításán alapul.  Az eredeti cikk szerkesztőit annak laptörténete sorolja fel. Ez a jelzés csupán a megfogalmazás eredetét és a szerzői jogokat jelzi, nem szolgál a cikkben szereplő információk forrásmegjelöléseként.